# Список умерших в 720 году

## Январь
- 17 января — Умар ибн Абдул-Азиз, омейядский халиф (717—720).

## Сентябрь
- 9 сентября — Фудзивара-но Фухито, влиятельный японский аристократ рода Фудзивара эпох Асука и Нара.

## Дата смерти неизвестна или требует уточнения
- Вередем Авиньонский, епископ Авиньона (700—720), святой.
- Джамила, мединская кайна, куртизанка, музыкант, певица и поэтесса.
- Как-Тилиу-Чан-Чак, правитель Саальского царства со столицей в Наранхо.
- Кутбурга, королева Нортумбрии, жена короля Элдфрита и первая аббатиса Уимборнского монастыря.
- Одилия Эльзасская, святая, почитаемая в католической и православной церквях, покровительница Эльзаса.
- Ричард Уэссекский, святой римско-католической церкви.
- Сацердос Лиможский, святой римско-католической церкви, монах из монашеского ордена бенедиктинцев, епископ Лиможа.
- Тарик ибн Зияд, арабский полководец берберского происхождения, инициировавший арабское завоевание Пиренейского полуострова.
- Эвермунд, святой игумен Фонтенэ-Лувэ.